# Зебры
Зе́бры (лат. Hippotigris) — подрод рода лошади, включающий виды бурчеллова зебра (Equus quagga), зебра Греви (Equus grevyi) и горная зебра (Equus zebra). Гибридные формы между зебрами и домашними лошадьми называют зеброидами, между зебрами и ослами — зебрулами. Зебры живут маленькими группами, состоящими из самок с детёнышами и одного жеребца.
Около 4,4—4,5 млн лет назад, по данным генетиков, появилась линия Equus, породившая всех современных лошадей, зебр и ослов. По темпераменту зебры сильно отличаются от своих одомашненных собратьев. В их арсенале имеются клыки и копыта, которыми они активно пользуются при возникновении малейшей угрозы. К тому же сама зебра довольно невелика, так что ездить на ней верхом было бы физически некомфортно: её высота в холке варьируется от 120 до 150 см, тогда как для лошади эта величина может достигать 180 см.

## Окраска

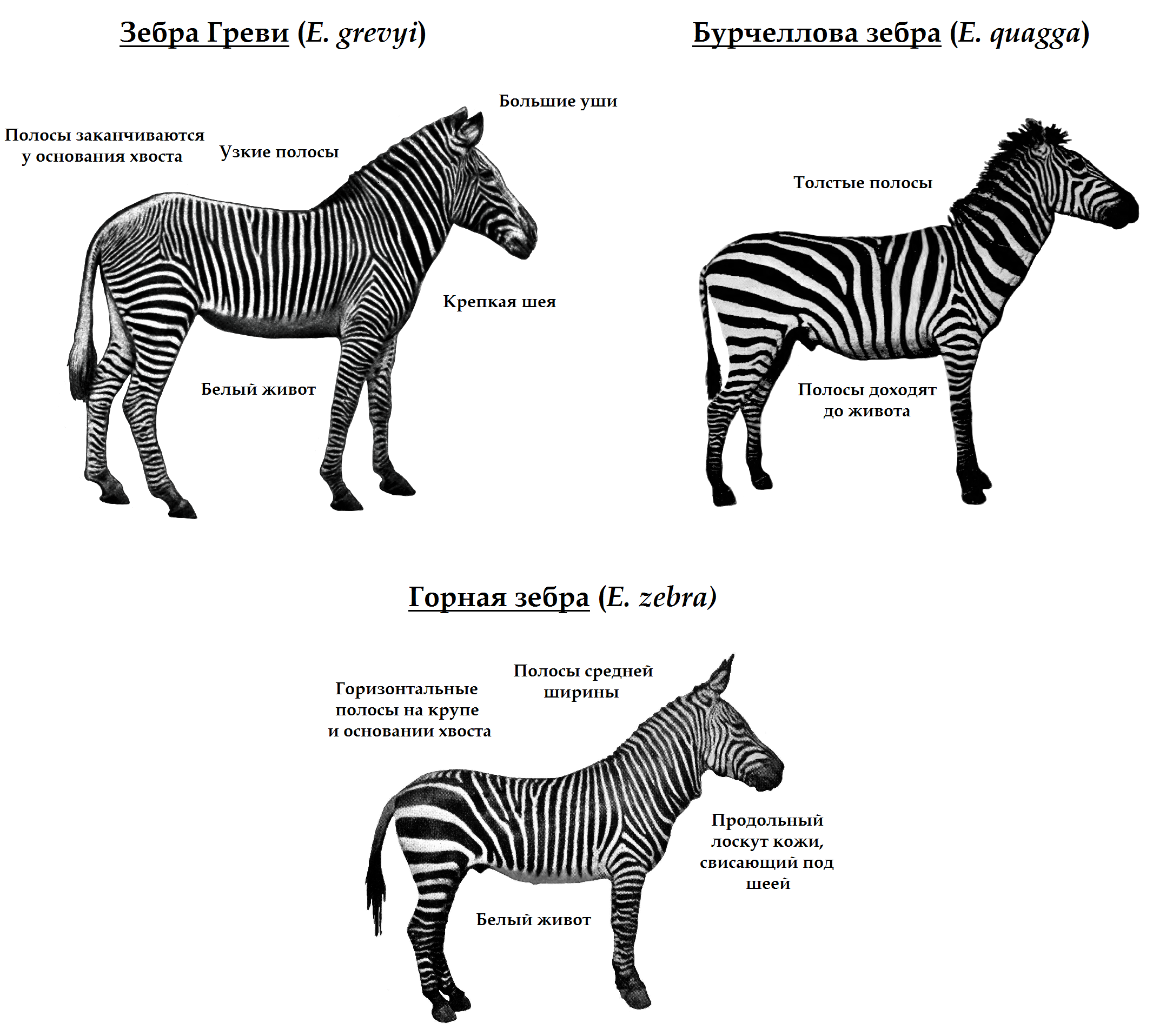
Основные различия между современными видами зебр

Среди специалистов нет единой позиции по поводу того, какую окраску зебры считать фоновой — белую или чёрную. Куратор отдела крупных млекопитающих зоопарка Атланты Лиза Смит (англ. Lisa Smith) утверждает, что зебру чаще всего описывают как чёрную лошадь в белую полоску. Несмотря на общий признак чёрно-белых полосок, все три вида зебр между собой не являются более близкими родственниками, чем по отношению к другим видам лошадиных. У вымершего подвида равнинной зебры, квагги, полоски ограничивались лишь районом шеи, в то время как некоторые другие, абсолютно неродственные виды, также проявляют склонность к образованию полосок на ногах, например, окапи.
В эволюционном отношении полоски являются, вероятно, средством маскировки против слепней и мух цеце, которые реагируют на поляризацию света, которая различается при отражении от полосок разного цвета. Согласно другой гипотезе, полоски являются также хорошей маскировкой от хищников, так как из-за них труднее оценить очертания тела животного, аналогично ослепляющему камуфляжу (ряд исследований, однако, опровергает эту гипотезу).

## Распространение
Сегодняшний ареал наиболее часто встречающейся Бурчелловой (саванной) зебры охватывает юг Судана и Эфиопии, саванны Восточной Африки вплоть до юга континента. Зебра Греви (пустынная) встречается в сухих саваннах Восточной Африки, в Кении, Эфиопии и Сомали. Горная зебра является наименее распространённым видом, её ареал ограничивается высокогорными плато Намибии и ЮАР, где она встречается на высоте до 2000 м.

## Фотогалерея

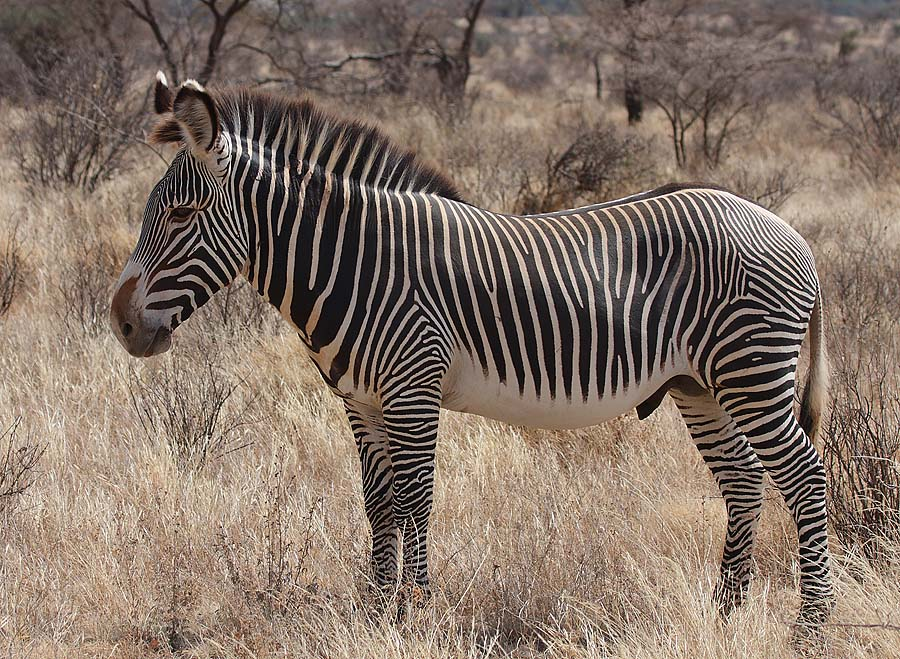
Зебра Греви в национальном заповеднике Буффало-Спрингс, Кения
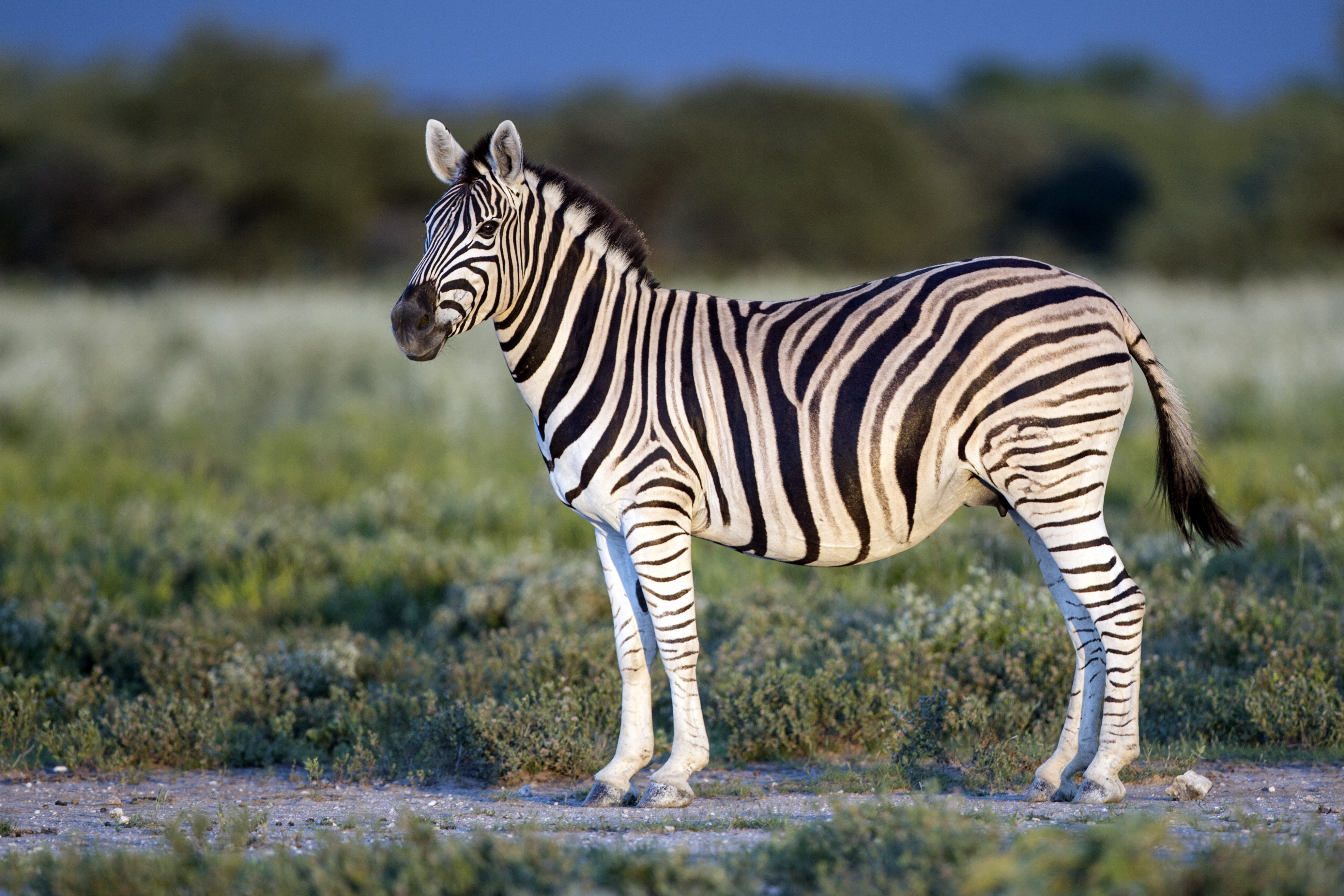
Бурчеллова зебра в национальном парке Этоша, Намибия
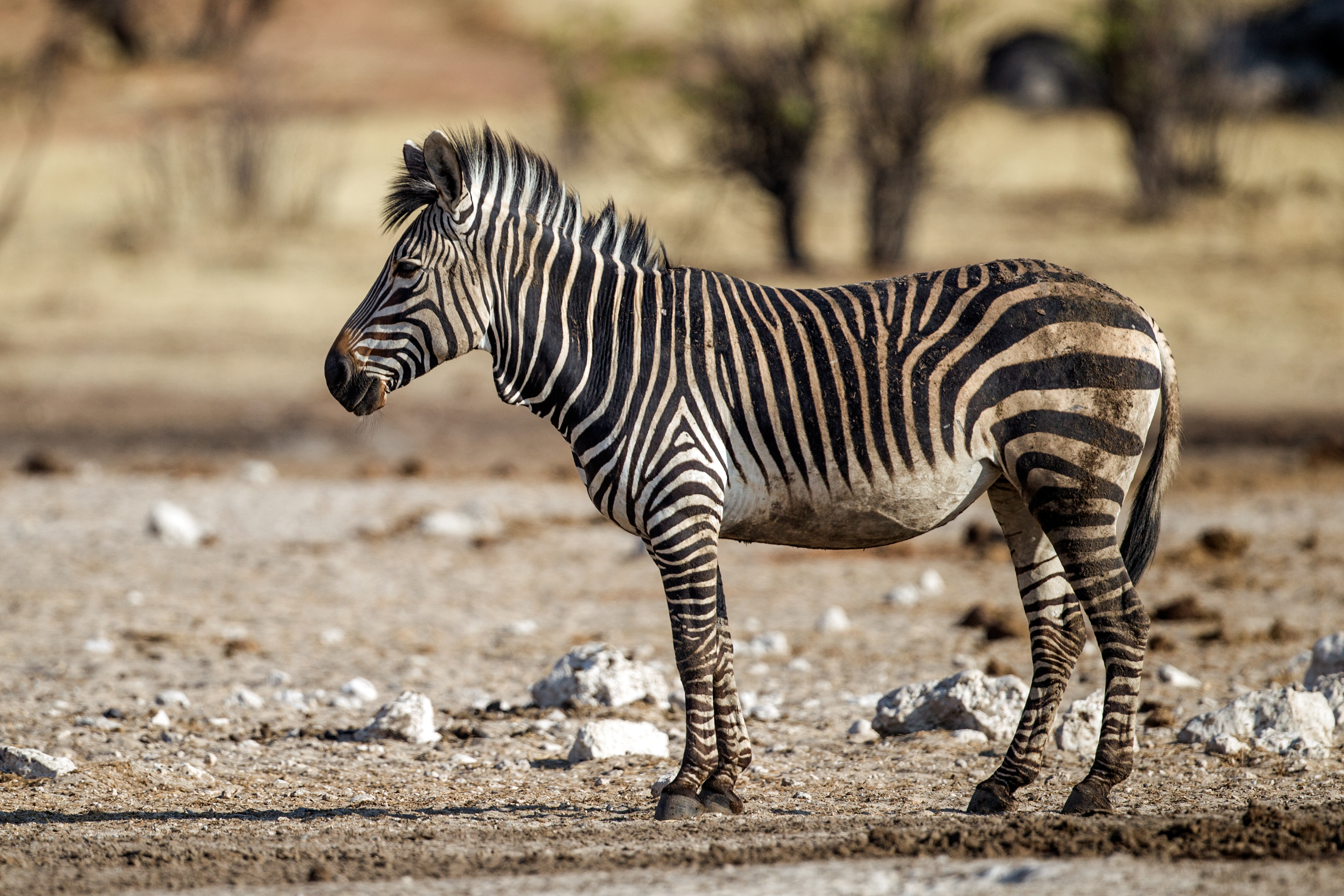
Горная зебра в национальном парке Этоша, Намибия

## В культуре
- На гербе Ботсваны в качестве щитодержателей выступают две зебры, одна из которых (изображённая слева) поддерживает также стебель сорго с красным соцветием, а другая (расположенная симметрично справа) — золотой бивень слона.
- «Кумба» (в российском прокате «Король сафари») — мультфильм производства ЮАР, главный герой которого — подросток-зебра, отмеченный, по мнению сородичей, древним проклятием.
- «Бешеные скачки» — комедия про жеребёнка зебры по имени Полосик, участвующего в скачках.
- Зебра Марти — один из основных персонажей франшизы «Мадагаскар».
- Зекора — пони-зебра в мультсериале «Дружба — это чудо».